# 이화리 (레이싱 모델)
이화리(본명: 이혜리, 1990년 6월 25일 ~ )는 대한민국의 레이싱 모델이다.

## 학력
- 동명대학교 시각디자인학과 학사

## 경력

### 에이빙 모델
- 2017년 서울오토살롱 포즈모델
- 2015년 서울오토살롱 포즈모델
- 2015년 서울모터쇼 쉐보레부스 포즈모델
- 2014년 부산국제모터쇼 포즈모델
- 2014년 미스디카 아웃도어 모터쇼 포즈모델
- 2014년 서울오토살롱 포즈모델

### 레이싱 모델
- 2015년 CJ 헬로모바일 슈퍼레이스 챔피언십 쉐보레 레이싱팀 전속모델
- 2014년 아시안 르망 시리즈 모델
- 2014년 코리아랠리챔피언십 울산챔피언스팀 전속모델

## 수상
- 2015년 제4회 한국 레이싱모델 어워즈 올해의 모터쇼 우수모델상
- 2014년 미스코리아 부산울산 선발대회 팬스타라인닷컴상
- 2014년 제3회 한국 레이싱모델 어워즈 베스트 신인모델상